# Waha
Waha ist ein belgischer Ort in der Gemeinde Marche-en-Famenne in der Provinz Luxemburg.

## Etymologie
Der Name Waha wird auf den keltischen Eigennamen Wachart oder Wadohard zurückgeführt. Der lateinische Ortsname lautete Wachardi mansus, d. h. Hof von Wachart.

## Geschichte
Waha gehörte Anfang des 10. Jahrhunderts dem Grafen Immon. Die erste Kirche wurde 100 Meter von der heutigen Kirche Saint-Etienne gebaut und war dem heiligen Martin von Tours geweiht. Die Saint-Etienne-Kirche wurde 1050 vom lüttichen Bischof Théoduin (deutsch: Dietwin von Bayern) eingeweiht.
Das Kollegiatstift St-Étienne wurde zur Zeit der 1. Französischen Republik gelöst.
Waha war bis zum Zusammenschluss belgischer Gemeinden am 1. Januar 1977 eine selbstständige Gemeinde mit einer Reihe von Dörfern und Weilern, nämlich Champlon-Famenne, Hollogne, Verdenne und Marloie.

## Kulturgut
Die Saint-Étienne-Kirche von Waha ist eine der ältesten romanischen Kirchen von Belgien. Das Schiff ist einfach und ist nur vier Bogen lang. Der Chor hat einen geraden Chorschluss und ist unüberwölbt und niedriger als das Schiff, wie oft in der frühen maasländischen Architektur. Der Turm des Westwerkes ist etwas jünger als die Kirche.
Die Kirche wurde 1956–1957 restauriert und archäologisch untersucht, wobei der Einweihestein aus 1050 gefunden wurde. Auch gibt es verschiedene Statuen von dem Meister von Waha (Anfang 16. Jh.) und den Reliquienschrein von St-Étienne.

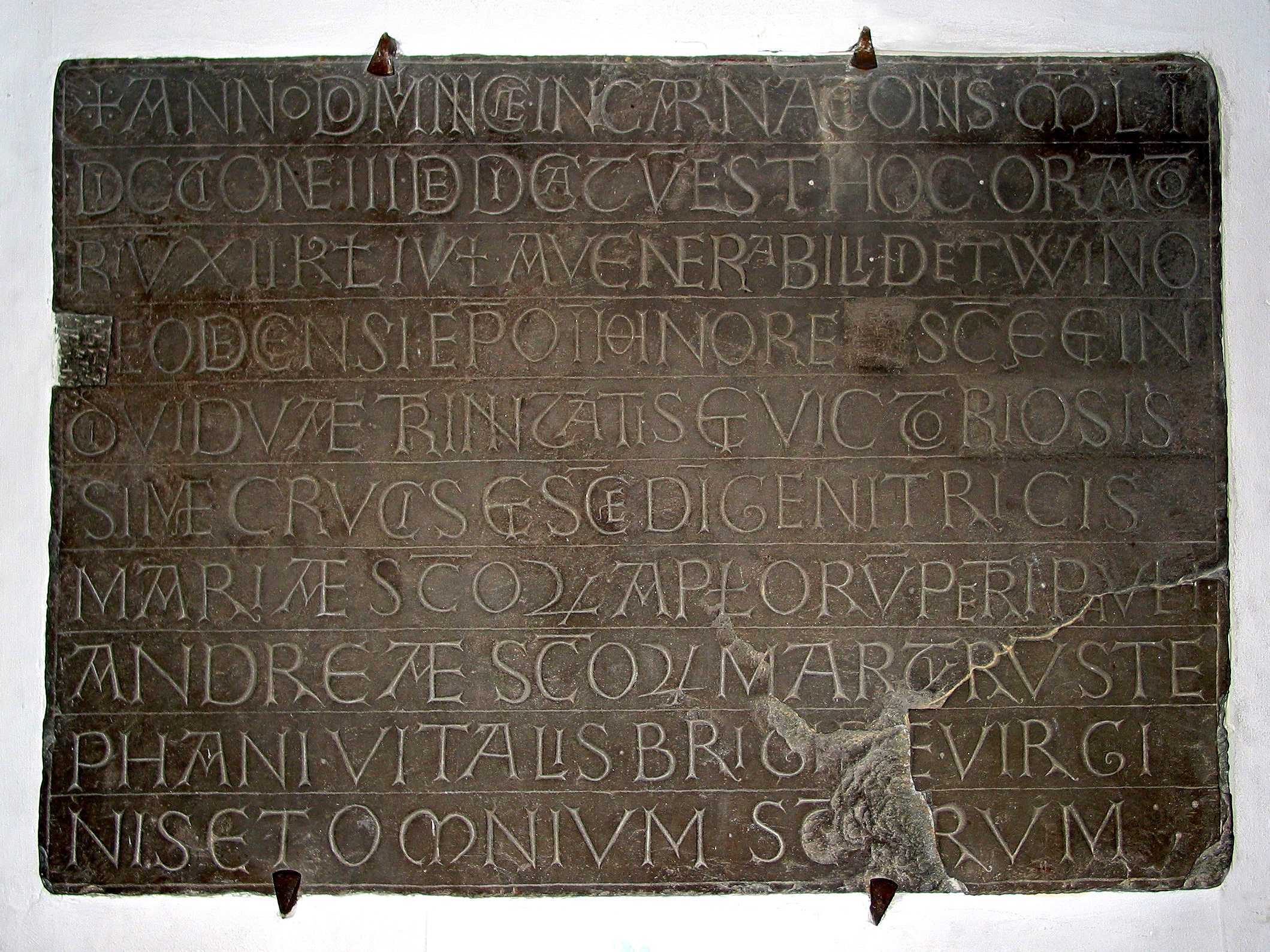
Der Einweihestein (1050)
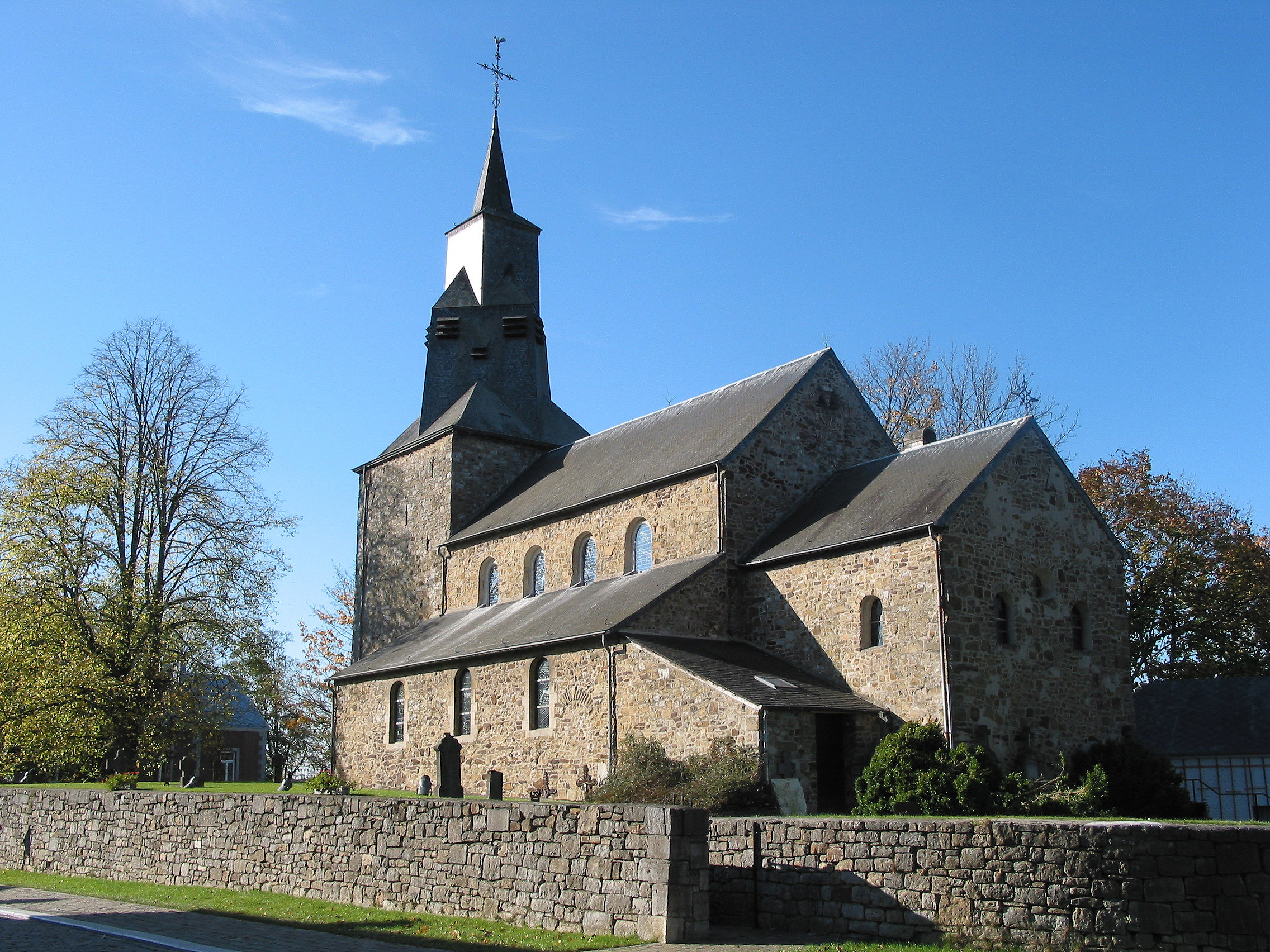
Saint-Etienne-Kirche
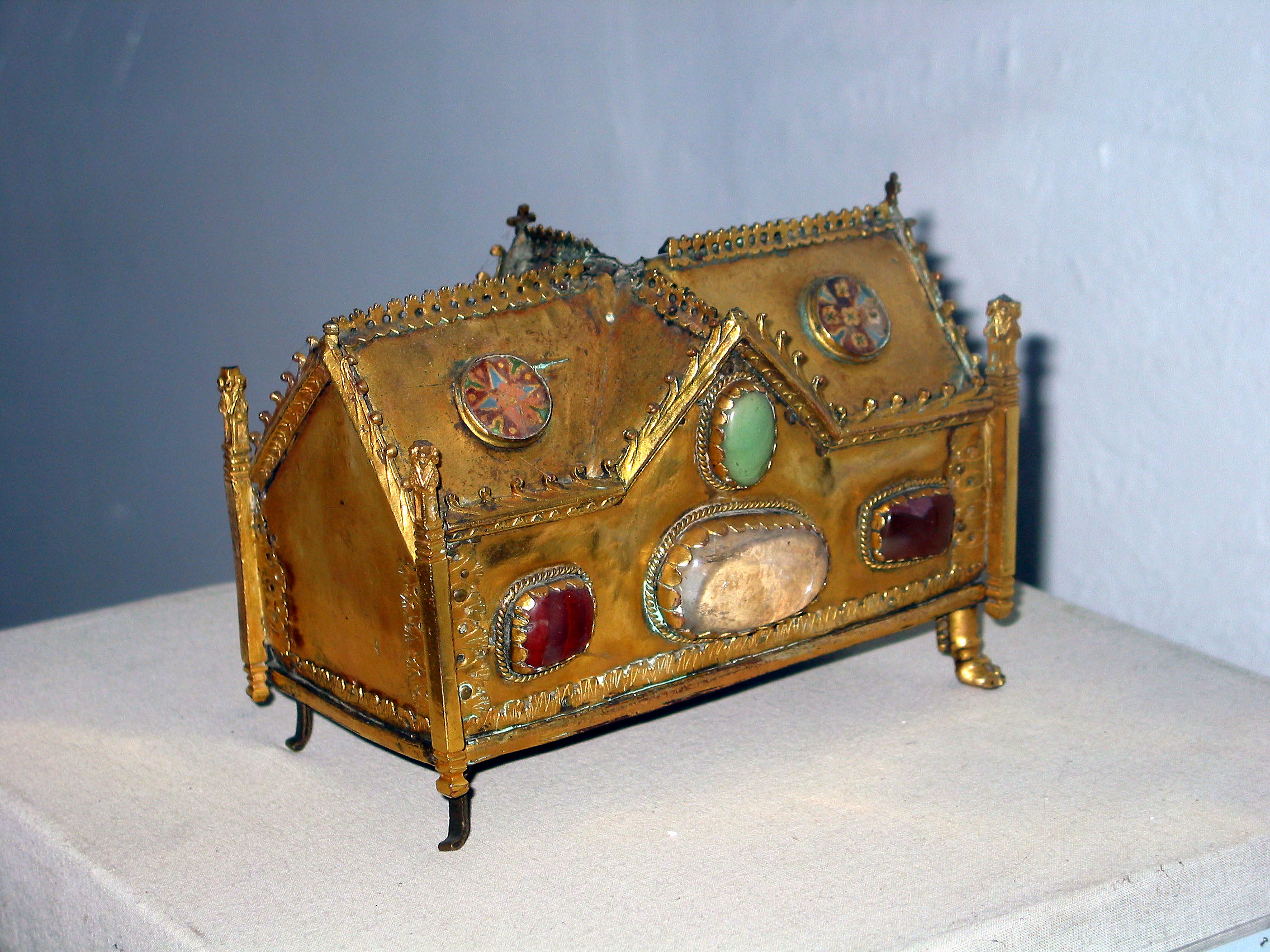
Reliquienschrein von Saint-Étienne
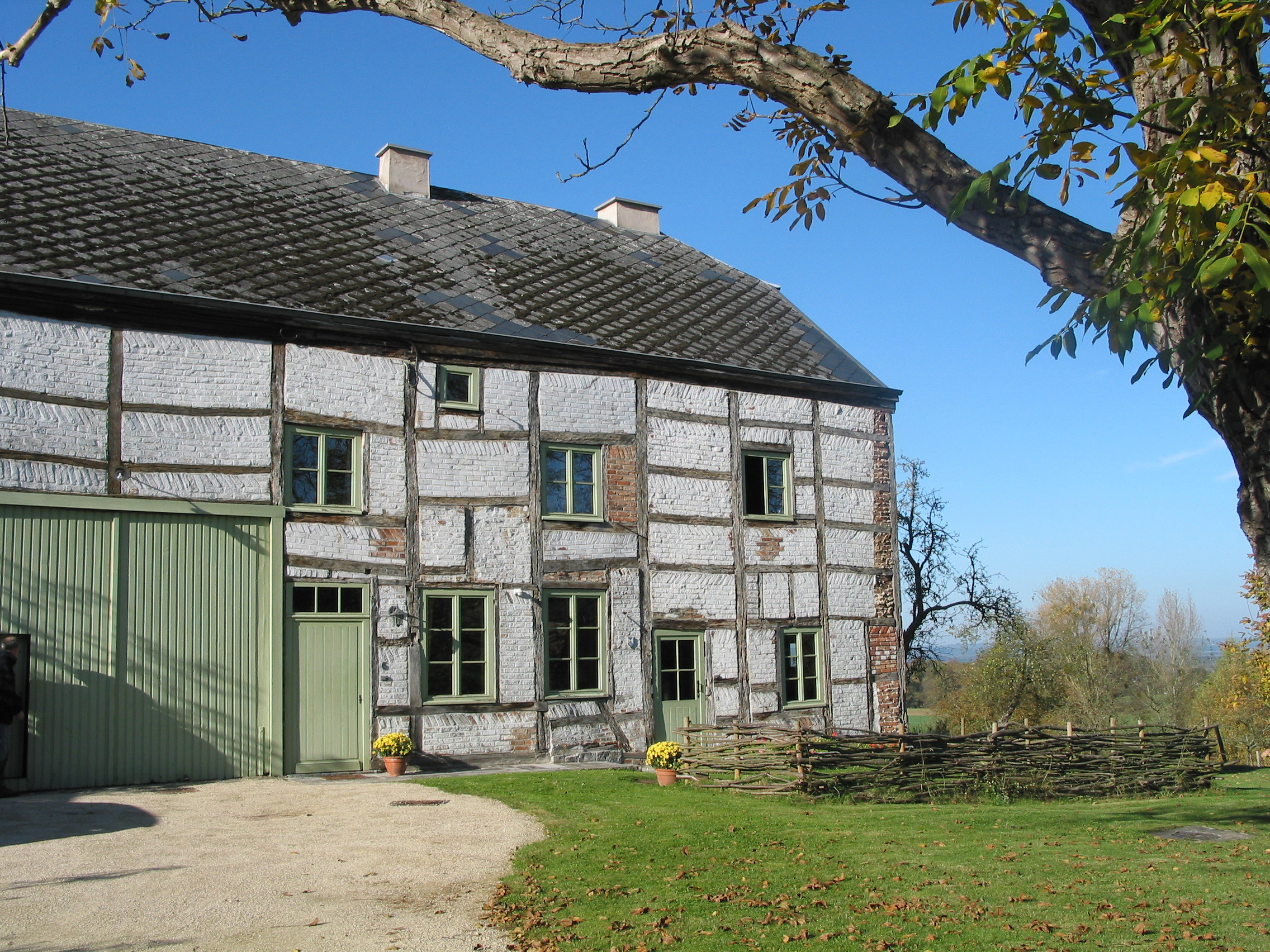
Fachwerkhof (18. Jh.)